# آندریا ماکسیموویچ
آندریا ماکسیموویچ (سیریلیک صربی: Андрија Максимовић؛ زادهٔ ۵ ژوئن ۲۰۰۷) بازیکن فوتبال اهل صربستان است که در حال حاضر برای باشگاه فوتبال ستاره سرخ بلگراد بازی می‌کند.

## دوران باشگاهی
او کار خود را با باشگاه فوتبال ستاره سرخ بلگراد آغاز کرد. در سال ۲۰۲۳، او با ثبت نام دوگانه به گرافیچار بئوگراد فرستاده شد.

## زندگی شخصی
پدر او، میرکو ماکسیموویچ نیز بازیکن فوتبال بازنشسته اهل صربستان است.